# Латернер, Фёдор Ноэлевич
Фёдор Ноэлевич Латерне́р (9 (21) января 1876, Санкт-Петербург — 1925) — российский переводчик.
Сын горного инженера и оперной певицы Анны Латернер. По окончании гимназии в течение года учился в Военно-медицинской академии, затем перешёл на юридический факультет Санкт-Петербургского университета, который окончил в 1899 году. В 1902—1917 гг. чиновник Министерства внутренних дел. Одновременно с 1896 г. постоянный сотрудник журнала «Театр и искусство», на страницах которого выступал как театральный рецензент и автор статей о положении зарубежного театра.
При жизни был наиболее известен как переводчик драматических сочинений, зачастую в заметно переделанном виде. Дебютировал в 1898 году стихотворным переложением «Лисистраты» Аристофана, в дальнейшем перевёл около 50 пьес, среди которых преобладали мелодрамы и салонные безделки, но встречались и отдельные значительные сочинения (в частности, «Иоганна» Бьёрнстьерне Бьёрнсона). Последней работой Латернера в области драматургии стала книга «Сцены из борьбы французского пролетариата» (1920), в которую вошли пьесы «На рассвете» и «Слепые», представляющие собой соответственно инсценировки романов Эмиля Золя «Жерминаль» и «Углекопы». Кроме того, Латернер перевёл ряд книг по гуманитарным наукам, в том числе очерки Габриэля Тарда «Публика и толпа», Жака Бертильона «Вымирание французского народа» и Макса Леклерка «Народные университеты в Англии» (все 1899), книгу Якова Новикова «Будущность белой расы» (1901). В области художественной прозы Латернеру принадлежат первые русские переводы нескольких рассказов Артура Конан Дойла.
Сын, Вадим Фёдорович Латернер (1909—1955) — тренер по фехтованию Ленинградского Дворца пионеров (с 1942 г.), старший преподаватель Государственного института физической культуры имени П. Ф. Лесгафта.